# Очура (Лепоглава)
Очура (хорв. Očura) — населений пункт у Хорватії, у Вараждинській жупанії у складі міста Лепоглава.

## Населення
Населення за даними перепису 2011 року становило 188 осіб.
Динаміка чисельності населення поселення:

## Клімат
Середня річна температура становить 9,41 °C, середня максимальна – 23,05 °C, а середня мінімальна – -6,25 °C. Середня річна кількість опадів – 1062 мм.
| Клімат поселення                              | Клімат поселення | Клімат поселення | Клімат поселення | Клімат поселення | Клімат поселення | Клімат поселення | Клімат поселення | Клімат поселення | Клімат поселення | Клімат поселення | Клімат поселення | Клімат поселення | Клімат поселення |
| Показник                                      | Січ.             | Лют.             | Бер.             | Квіт.            | Трав.            | Черв.            | Лип.             | Серп.            | Вер.             | Жовт.            | Лист.            | Груд.            |                  |
| Середній максимум, °C                         | 5,18             | 6,86             | 10,81            | 14,85            | 19,82            | 23,05            | 22,43            | 21,87            | 17,98            | 12,92            | 7,48             | 4,10             |                  |
| Середня температура, °C                       | −0,53            | 1,13             | 5,10             | 9,12             | 14,11            | 17,32            | 19,08            | 18,52            | 14,62            | 9,56             | 4,12             | 0,75             |                  |
| Середній мінімум, °C                          | −6,25            | −4,59            | −0,62            | 3,42             | 8,38             | 11,62            | 15,72            | 15,15            | 11,27            | 6,22             | 0,76             | −2,61            |                  |
| Норма опадів, мм                              | 51               | 56               | 74               | 81               | 91               | 122              | 106              | 104              | 101              | 100              | 100              | 76               |                  |
| Середньомісячна швидкість вітру, м/с          | 1.92             | 2.08             | 2.44             | 2.44             | 2.32             | 2.04             | 1.97             | 1.83             | 1.84             | 1.96             | 2.05             | 2.03             |                  |
| Середньомісячна сонячна радіація, кДж/м²·день | 4138             | 6867             | 10488            | 14802            | 18718            | 20556            | 21414            | 18467            | 13695            | 8686             | 4610             | 3308             |                  |
| --------------------------------------------- | ---------------- | ---------------- | ---------------- | ---------------- | ---------------- | ---------------- | ---------------- | ---------------- | ---------------- | ---------------- | ---------------- | ---------------- | ---------------- |
| Джерело:                                      |                  |                  |                  |                  |                  |                  |                  |                  |                  |                  |                  |                  |                  |